# Macris
Macris ou Makris (en grec ancien Μακρἰς / Makris) est une nymphe de la mythologie grecque, fille du dieu champêtre Aristée et nourrice de Dionysos.
Il est possible qu'elle soit identifiable avec Nysa (de), qui apparaît également dans la mythologie comme la nourrice de Dionysos et est désignée par Diodore comme la fille d'Aristée.

## Étymologie
Macris, en grec ancien Μακρἰς / Makris, signifie « loin » ou « long », une référence à la forme allongée de l'Eubée.

## Famille
Macris est la fille du dieu Aristée, ce qui fait d'elle la petite-fille d'Apollon. Le nom de sa mère n'est pas précisé dans les textes mais il est probable que celle-ci soit Autonoé, l'épouse d'Aristée. Cela fait donc d'Actéon son frère ou demi-frère. Si Macris n'est pas identifiée avec Nysa (de), cela fait de cette dernière sa sœur[Interprétation personnelle ?].

## Mythes

### Nourrice d'Héra
Dans certaines versions, Macris a élevé la jeune Héra en Eubée pendant la petite enfance de la déesse. Un jour, Zeus, le frère d'Héra, l'enleva, l'emportant là où le mont Cithéron, selon les mots de Plutarque, « leur offrait un refuge ombragé ». Lorsque Macris vint à la recherche sa pupille, Cithéron, le dieu de la montagne, la chassa loin du couple, disant que Zeus y prenait plaisir avec la déesse Léto,,. 
Cette Macris, qui semble faire partie d'une génération précédente, pourrait cependant être une homonyme.

### Nourrice de Dionysos
D'après Apollonius, c'est à Macris, qui vivait alors dans l'Eubée abantienne, qu'Hermès confia le nouveau-né Dionysos après l'avoir sauvé des flammes. Accueillant l'enfant contre son sein, elle le nourrit de miel, en humectant ses lèvres desséchées. Mais Héra, furieuse en voyant cela, la chassa d'Eubée en guise de punition. Macris se rendit donc dans le pays reculé de Phaiakian où elle s'installa dans une grotte sacrée, apportant l'abondance au peuple.
Macris, qui s'était réfugiée sur une petite île, y fut aidée par la déesse Déméter qui enseigna aux habitants de l'île comment cultiver des céréales. Selon une scholie commentant des vers des Argonautiques, l'île sur laquelle elle s'était enfuie a ensuite été nommée en son honneur. Apollonius, l'auteur des Argonautiques, se réfère uniquement à l'île sous le nom de Drépane mais il mentionne son lien avec Macris et Déméter. Les érudits modernes ont identifié l'île avec la Corfou moderne, la Corcyre historique. Selon Apollonius de Rhodes, la grotte où vivait autrefois Macris devint plus tard la chambre de mariage de Jason et Médée, et le mariage y fut consommé sur la Toison d'or. Par la suite, la grotte de Macris fut renommée la grotte de Médée.